# フランス領西アフリカ

フランス領西アフリカ
Afrique-Occidentale française (フランス語)

第二次世界大戦後のフランス領西アフリカ
緑: フランス領西アフリカ
グレー: その他のフランス領
黒: フランス

| 先代 | 次代 |
| --- | --- |
| フランス領セネガンビア・ニジェール フランス領スーダン フランス領ギニア フランス領オートボルタ フランス領ダホメ フランス領トーゴランド フランス領セネガル | フランス共同体 ダホメ共和国 ギニア コートジボワール マリ連邦 モーリタニア ニジェール オートボルタ イタリア領リビア |
フランス領西アフリカ（フランスりょうにしアフリカ、英語: French West Africa、フランス語: Afrique occidentale française, AOF）は、フランス共和国が統治したモーリタニア植民地（現在のモーリタニア）、フランス領セネガル (現在のセネガル)、フランス領スーダン（現在のマリ共和国）、フランス領ギニア（現在のギニア）、フランス領象牙海岸（現在のコートジボワール）、ニジェール（現在のニジェール）、オートボルタ（上ボルタ、現在のブルキナファソ）とフランス領ダホメ（現在のベナン）の旧フランス領8地域のことである。首都は1895年から1902年まではサン＝ルイに、1902年からはダカールに置かれた。

## 歴史
1895年、現在のセネガル、マリ、ギニア、コートジボワールに相当する地域に成立した。その後、フランスの植民地拡大にともない版図を拡大させた。1910年に現在の中央アフリカ共和国にあたるウバンギ・シャリ植民地（1894年 - 1910年）を、1920年にチャドをフランス領赤道アフリカに変更した。第二次世界大戦時にはヴィシー政府側を支持した。1940年には イギリス軍による侵攻を受けるがフランス軍はこれを撃退している。
1946年、限定的に選挙権が与えられ、フランス議会に13議席を与えられた。その際に、アフリカ民主連合などの政党が成立し、のちの独立運動の母体となった。1958年、ド・ゴール政権下でフランス共同体が発足したことに伴い解体した。

## 行政区画
- モーリタニア州

- セネガル州

- スーダン州（現マリ）

- ギニア州

- コートジボワール州

- ニジェール州

- オートボルタ州（現ブルキナファソ）

- ダホメ州（現ベナン）